# Río Teribe
El río Teribe es un río que está localizado al noroeste de Panamá, específicamente en la Comarca Naso Tjër Di, cercano con la frontera con Costa Rica. Es el afluente principal del río Changuinola.
Tiene una longitud de 110 km y es cuna de los indígenas teribe, que veneran al río. Su curso, está compuesto de muchas curvas y rápidos; cada año se desborda con bastante frecuencia. En sus orillas se encuentran varias localidades teribes como Charagare, Doreiyik y Sieyic.